# Rappi
Rappi es una compañía multinacional colombiana que actúa como plataforma de intermediación entre varios tipos de usuarios. Fue fundada en Colombia en 2015 por Simón Borrero, Sebastián Mejía y Felipe Villamarín, hoy está presente en nueve países de América Latina (Argentina, Brasil, Chile, Colombia, Costa Rica, Ecuador, México, Perú y Uruguay) y más de 250 ciudades. Tiene oficinas en Bogotá, Buenos Aires, São Paulo y la Ciudad de México.
Rappi ha sido definida como la SuperApp latinoamericana y una de las empresas con un mayor crecimiento en la región. Sus fundadores fueron incluidos en la lista Bloomberg 50 de 2019, reconociéndolos como emprendedores y líderes que han cambiado el panorama mundial de los negocios de maneras medibles en el último año. En 2024 la revista Time reconoció a Rappi como una de las 100 empresas más influyentes del mundo resaltando el hecho de que se ha convertido en un verbo en la región.
Dentro de la oferta de Rappi se encuentran las opciones de restaurantes, supermercados, farmacias y tiendas especializadas y  particularmente en los últimos años han crecido la oferta para ampliar el portafolio de servicios de la aplicación con E-commerce, RappiCash (dinero en efectivo) RappiAntojo (cualquier artículo de cualquier tienda) y RappiFavor (servicios de mensajería) y uno de sus productos de mayor éxito denominado "Turbo", que promete entregas en menos de 10 minutos.
En septiembre de 2018, Rappi logró una valoración de los $2.000 millones, convirtiéndose así en el primer "unicornio" creado por colombianos.
Para el verano de 2021 se da a conocer que Rappi eleva su valoración a $5,200 millones tras cerrar la más reciente ronda de inversión Serie G para ese momento y lograr una captación de $500 millones. Algunos de los participantes de la ronda fueron: T. Rowe Price, Baillie Gifford, Third Point, Octahedron, GIC SoftBank, DST Global, Y Combinator, Andreessen Horowitz y Sequoia Capital.

## Verticales

### Rappi Restaurantes
Rappi ha desarrollado diferentes plataformas para la administración de los restaurantes que hacen parte de su red, estas herramientas de gestión de restaurantes, incluyen Sistemas POS, manejo de inventarios, administración de órdenes y pedidos, un seguimiento a la entrega de cada domicilio, un estructurado sistema de anuncios, herramientas de autogestión que permiten hacer seguimiento a las ventas de un restaurante nuevo o una cadena tradicional a generado un nuevo modelo de negocio más ágil en tiempo real a nivel Latinoamérica en países como Colombia, México, Argentina, Ecuador, Perú, Chile y Brasil.

### Supermercados y tiendas de conveniencia
Es la vertical que más crecimiento mostró a nivel global durante la pandemia. Cuentan con grandes cadenas de supermercados y en Colombia tienen la exclusividad del Grupo Éxito. El más grande del país. Para compras grandes cuentan con flotas de carros que son aptos para mover grandes volúmenes y tienen la opción de shoppers dentro de los supermercados que son las personas encargadas de seleccionar los productos.

### E-Commerce
En junio de 2020 y durante el pico de la pandemia de COVID-19 en los países de América Latina, Rappi anuncio en un evento en vivo dentro de la aplicación, en simultáneo para 9 países, que a partir de ese momento se podrían realizar eventos en vivo en la aplicación además de anunciar la creación de 3 divisiones adicionales en esta categoría como juegos, ventas en vivo y música.
Con este anuncio Rappi consolidó su objetivo de convertirse en la primera SuperApp del continente ampliando su oferta para competir con otros grandes del mundo del entretenimiento y como Spotify.

### RappiPay y RappiCard
Rappi cuenta con entidades FinTech en distintos países de América Latina. A partir de diciembre de 2022, cifras de Banorte reflejaron que RappiCard México contaba con 754 mil cuentas de tarjeta de crédito.

### Rappi TURBO
Desde 2021, Rappi lanzó al mercado su vertical de entregas en 10 minutos o menos, y en 2023 la empresa anuncio el lanzamiento de TURBO restaurantes que ya reporta más de 1 millón de órdenes desde su lanzamiento 

## Críticas y controversias
Rappi ha sido objeto de críticas en Colombia y Argentina por condiciones laborales deficientes y la inclusión en la economía informal de sus empleados. Los mensajeros de Rappi no tienen derecho a acceder a servicios de seguridad social y pensión, debido a que no existe una relación laboral directa con la empresa. Además, como en otras compañías de la llamada economía compartida, los trabajadores no cuentan con un salario fijo, sino que ganan de acuerdo a los servicios prestados, de manera similar a los conductores de Uber.
A partir de la inclusión de la billetera virtual "Rappi Pay" se ha generado una gran controversia en Argentina, ya que las operaciones realizadas con tarjeta de crédito que no son concretadas (por ejemplo, porque el restaurante apaga su integración con la plataforma), no son reintegradas al cliente, sino que se acumula en Rappi Pay de donde no se lo puede sacar si no es consumiendo otros productos de la plataforma en el futuro. Durante este tiempo la empresa invierte en instrumentos financieros sin autorización el dinero del consumidor sin hacerlo partícipe de las ganancias como ocurre en otras billeteras virtuales similares.
En abril de 2021, Rappi anunció posibilidades de créditos y descuentos en servicios técnicos y de telefonía para los repartidores en Colombia. Para esto se llegó a una alianza con Ábaco, Movistar, Hipo Motek, Harper, Gas Express Vehicular, Diagnostiautos CDA, Revimotos y Cityparking.